# Giovanni Anzaldo
Pour les articles homonymes, voir Anzaldo (homonymie).
Giovanni Anzaldo (né à Turin le 12 novembre 1987) est un acteur italien de cinéma, de théâtre et de télévision.

## Biographie
Giovanni Anzaldo grandit à Rivalta, dans la province de Turin. Ses parents, d'origine sicilienne gèrent un magasin d'alimentation. Après le lycée, il suit les cours de Luca Ronconi au Teatro stabile de Turin où il obtient son diplôme en 2009.
En 2010, il reçoit le Prix Ubu (it) du meilleur acteur de moins de 30 ans pour la pièce de théâtre d'Alessandro Gassman Roman e il suo cucciolo (Roman et son chiot), dans lequel il joue le fils héroïnomane du personnage principal, un immigré roumain interprété par Allessandro Gassman. En 2012 et pour le même rôle, il reçoit le Golden Graal dans la catégorie du meilleur acteur dramatique. Ensuite, Alessandro Gassman reprend Giovanni Anzaldo dans le rôle de Nicu pour son premier film en tant que réalisateur intitulé Razzabastarda (it), une adaptation au cinéma de la pièce Roman e il suo cucciolo présentée en avant-première au Festival international du film de Rome. Pour cette interprétation, il est reconnu par le Prix Gallio comme meilleur acteur.
En 2013, il joue sur le grand écran dans Piazza Fontana (Romanzo di una strage) de Marco Tullio Giordana. À la télévision, il a un second rôle dans la deuxième saison de Paura di amare (it) et dans Il restauratore (it) aux côtés de Lando Buzzanca. L'année suivante, il passe une audition de plus de trois heures avec Paolo Virzì pour un des rôles principaux dans Les Opportunistes (Il capitale umano), le premier drame de Paolo Virzì qui remportera sept prix David di Donatello. En 2014, il est pris sur le plateau de Mi chiamo Maya, première œuvre de Tommaso Agnese, et sur celui de L'attesa, première œuvre de Piero Messina, aux côtés de Juliette Binoche
Giovanni Anzaldo fait ses débuts au scénario et à la réalisation avec Sullo stress del piccione, pièce de théâtre de 2014 qui raconte l'histoire de quatre jeunes rêveurs,.

## Rôles

### Au cinéma
- 2012 : Piazza Fontana (Romanzo di una strage), de Marco Tullio Giordana
- 2013 : Razzabastarda (it), de Alessandro Gassman
- 2013 : La storia di Cino, il bambino che attraversò la montagna, de Carlo Alberto Pinelli
- 2013 : Les Opportunistes (Il capitale umano), de Paolo Virzì
- 2014 : Reality News, de Salvatore Vitiello[12]
- 2015 : Mi chiamo Maya, de Tommaso Agnese[13]
- 2015 : L'attesa de Piero Messina
- 2016 : Assolo de Laura Morante

### À la télévision
- 2009 : Giovanna, commissaire (Distretto di Polizia) – 1 épisode
- 2013 : Paura di amare (it) – 6 épisodes
- 2014 : Il restauratore (it) – 1 épisode

### Au théâtre
- 2010 : Des souris et des hommes de John Steinbeck[14]
- 2012 : Roman e il suo cucciolo de Reinaldo Povod, mise en scène d'Alessandro Gassman
- 2013 : Romeo and Juliet post scriptum d'Annika Nyman, mise en scène de Georgia Lepore[15]
- 2014 : Sullo stress del piccione, de Giovanni Anzaldo[16]
- 2014 : Amerika de Franz Kafka[17]

### Crédit d'auteurs
- (it) Cet article est partiellement ou en totalité issu de l’article de Wikipédia en italien intitulé « Giovanni Anzaldo » (voir la liste des auteurs).